# Homens da Luta
Gli Homens da Luta sono un gruppo musicale portoghese, emerso da un programma televisivo.
Ispirati all'universo musicale della Rivoluzione dei garofani del 1974 e alla strumentazione della musica Pimba, sono guidati da Neto e Falâncio. La band è nata cinque anni fa come sezione del programma umoristico Vai tudo abaixo!, trasmesso sul canale SIC Radical. Poco dopo, hanno visitato le città del Portogallo per spargere la loro musica e registrare gli sketch umoristici. Attualmente collaborano con la radio Antena 3 (RTP).
Nel 2011, gli Homens da Luta hanno vinto il Festival da Canção, diventando i rappresentanti del Portogallo nell'Eurovision Song Contest 2011 con "A luta é alegria" (La lotta è gioia), ispirato alla tradizione del canto collettivo che andava di moda negli anni '70.

## Discografia
- 2010 – A cantiga é uma arma